# I Hate This Part
I Hate This Part là đĩa đơn thứ ba của ban nhạc Pussycat Dolls, được trích từ album thứ 2 Doll Domination, và là đĩa đơn thứ 2 được phát hành rộng rãi trên toàn thế giới sau "When I Grow Up". Đĩa đơn này đã được lên sóng phát thanh tại Mỹ vào ngày 21/10/2008, trở thành đĩa đơn thứ 7 của nhóm đạt lên top 50 dẫn đầu của bảng xếp hạng âm nhạc Billboard, là đĩa đơn thứ tư của nhóm đạt vị trí số 1 tại bảng xếp hạng Hot Dance Club Play của Mỹ và là đĩa đơn đầu tiên của nhóm có 2 tuần đứng đầu bảng xếp hạng này.